# Trinexapac
Trinexapac (ISO und BSI) ist ein Wachstumsregulator und eine chemische Verbindung aus der Gruppe der Carbonsäuren. Trinexapac hemmt die Biosynthese der Gibberelline. Es wirkt als Internodienverkürzer und wird bei Getreide, Reis und Sonnenblumen als Halmstabilisator eingesetzt.
Trinexapac bezeichnet dabei die freie Carbonsäure, ihr Ethylester kommt in kommerziellen Produkten ebenfalls zum Einsatz und wird als Trinexapac-ethyl bezeichnet.

## Synthese
Trinexapac kann durch mehrstufige Reaktion aus 3,5-Dihydroxybenzoesäure dargestellt werden. Diese wird hydriert, anschließend reagiert sie mit Ethanol und Cyclopropylchlorid. Mit Chlorwasserstoff wird im letzten Schritt die Ethangruppe wieder abgespalten.

## Zulassung
Trinexapac ist seit 1995 in Deutschland zugelassen. In der Europäischen Union wurde Trinexapac für Anwendungen als Wachstumsregler mit Wirkung zum 1. Mai 2007 in die Liste der erlaubten Pflanzenschutzmittel-Wirkstoffe aufgenommen. Pflanzenschutzmittel-Produkte mit diesem Wirkstoff sind in einer Reihe von EU-Staaten, unter anderem in Deutschland und Österreich sowie der Schweiz zugelassen.

## Externe Links zu erwähnten Verbindungen
1. ↑  Externe Identifikatoren von bzw. Datenbank-Links zu 4-[Cyclopropyl(hydroxy)methylen]-3,5-dioxocyclohexancarbonsäure:  CAS-Nr.: 104273-73-6, EG-Nr.: 600-551-2, ECHA-InfoCard: 100.132.745, PubChem: 17990286, Wikidata: Q60022054.